# Chrysis borealis
Chrysis borealis (лат.) — вид ос-блестянок рода Chrysis из подсемейства Chrysidinae. Видовой эпитет borealis — это латинское слово, образованное от греческого boreas, что означает север («северный»).

## Распространение
Западная Палеарктика: общее распространение мало известно. Пока найден только из северных и балтийских стран и северо-запада России (Ленинградская область, Республика Карелия, Мурманская область). В северной Европе: Дания, Эстония, Финляндия, Норвегия, Швеция. Редкий вид.

## Описание
Длина — 6—11 мм. Ярко-окрашенные металлически блестящие осы. По форме и строению этот вид очень похож на C. impressa, но окраска темнее и длина членика жгутика уиска F1 по сравнению с F2 больше. Мезоскутум самки обычно чёрный, фиолетовый или тёмно-синий с относительно мелкой и плотной пунктировкой. Пункты обычно того же цвета, что и промежутки. Метасома имеет золотисто-красные или красноватые тергиты, а стерниты тёмно-зелёные или голубоватые у самки, но часто золотисто-красные у самца. По сравнению с C. corusca форма тела более коренастая, метасома заметно вздута, чёрные пятна стернита S2 шире, а мандибулы тоньше. Темные экземпляры C. schencki также очень похожи, но имеют более тонкую мандибулу и более грубую пунктировку на скапальной впадине, а также более стройный габитус. Самцов C. borealis, в частности, трудно отличить от C. impressa и C. schencki. В среднем отношение длины член иков жгутика уиска F1/F2 больше (1,3-1,5:1), чёрные пятна S2 крупнее, а пунктировка мезоскутума у C. borealis более мелкая. 
Среда обитания: скальные обнажения, утесы, альпийские луга, опушки лесов. Часто встречается на островах Балтийского моря и в Лапландии, где другие виды группы C. ignita не встречаются. Взрослые особи были найдены сидящими на освещенных солнцем листьях [мать-и-мачехи и цветках зонтичных растений. Клептопаразиты ос: Ancistrocerus (Vespidae). Период лёта: май — август (с конца мая по конец августа, но несколько особей были собраны в начале мая и в сентябре).